# Begunje na Gorenjskem
Begunje na Gorenjskem è una località nel comune di Radovljica nella regione dell'Alta Carniola in Slovenia. È conosciuta per essere la sede principale della Elan Line, azienda produttrice di attrezzatura sportiva invernale.

## Origini del nome
Il nome Begunje na Gorenjskem è stato per la prima volta citato in un testo del 1050 come Begûn (e nel 1063 come Uegun). Il nome dell'insediamento è derivato dal nome *Běgunъ, probabilmente una versione ridotta di *Běgun'e (selo) "Città di Běgunъ". In Slovenia, l'insediamento è stato originariamente chiamato semplicemente Begunje e fu modificato in seguito per distinguerlo da Begunje pri Cerknici. In altri testi, l'insediamento è stato chiamato anche Begunje pri Lescah.

## Storia
Le rovine del castello del XII secolo di Kamen (in tedesco: Stein o Stain) si trovano appena fuori dal paese nella valle del Draga. Documentato per la prima volta nel 1185, apparve come Castrum Lapis nel 1263 e Stain nel 1350, quando passò ai possedimenti dei conti di Ortenburg in Carniola. Il castello ha svolto un ruolo fondamentale nella protezione delle terre nella valle di Bohinj e dell'Alta valle della Sava. Quando il casato degli Ortenburg si estinse nel 1418, passò al conte Hermann II di Celje e fu ereditata dalla casa austriaca degli Asburgo nel 1456. Il castello Kacenštajn del XV secolo, ricostruito nel tardo XVII secolo, si trova nel centro del paese.
Il castello fu usato come prigione femminile nel Regno di Jugoslavia e durante la seconda guerra mondiale fu utilizzato come quartier generale della Gestapo nazista per l'Alta Carniola. Dopo la guerra, fu creato un campo di lavoro per prigionieri politici nel villaggio da parte del governo jugoslavo. Un memoriale e un museo dedicato alle vittime sono stati allestiti in una parte dell'edificio, che oggi ospita un ospedale psichiatrico che accoglie pazienti provenienti da tutta la regione dell'Alta Carniola.

### Fosse comuni
Begunje na Gorenjskem è conosciuta per avere una serie di fosse comuni durante e dopo la Seconda guerra mondiale. Durante la guerra, i nazisti imprigionarono 12134 prigionieri dentro il castello di Kamen, 1282 di questi furono uccisi ed altri furono deportati nei campi di concentramento come Mauthausen.
Subito dopo la seconda guerra mondiale, sei fosse comuni furono create per seppellire le esecuzioni fatte dal governo comunista jugoslavo. La fossa di Krpin 1 e 2 si trova a Nord del paese, il primo è tra i cespugli a pochi metri da una strada asfaltata, tra una cava di ghiaia e una strada sterrata e il secondo è qualche decina di metri più in alto su un pendio a sinistra del sentiero. Le tombe contengono i resti di almeno 20 prigionieri di guerra dell'esercito di liberazione russo e civili uccisi alla fine di giugno o all'inizio di luglio del 1945. Le fosse comuni di Krpin Ski Slope 1-3 si trovano anche esse a nord del villaggio; il primo e il secondo sono in un'area picnic dietro un capannone e il terzo è su un terreno pianeggiante dietro la pista da sci. Le tombe contengono resti di prigionieri di guerra dell'esercito di liberazione russo e civili uccisi in due punti della vicina cava di ghiaia. La fossa comune di Mazevec Crevasse si trova a nord del Castello di Kamen sul bordo di una cava sotto un grande albero di abete rosso ed è lunga 10 metri. Contiene resti di prigionieri di guerra tedeschi provenienti da Begunje e probabilmente anche vittime civili uccise il 29 maggio 1945.